# François Broussais
(F.Broussais)
François Joseph Victor Broussais (Saint-Malo, 17 dicembre 1772 – Vitry-sur-Seine, 17 novembre 1838) è stato un medico francese.
Era un fisiologo, e pensava che lo stomaco fosse "la sede delle emozioni", in collegamento con le patologie del cervello, e curava la maggior parte delle malattie come collegate alla gastroenterite.
Fu influenzato dalla teoria della frenologia di Franz Joseph Gall.

## Biografia
Joseph Antoine François Broussais nacque il 17 dicembre a Saint-Malo, sulla costa della Bretagna, e lì trascorse la sua infanzia. Figlio di un chirurgo, studiò presso il College di Cardelliers a Dinan, dove fu suo compagno di studi lo scrittore romantico François-René de Chateaubriand, che nelle sue memorie ricordò felicemente Broussais. Nel 1792, avendo ereditato dal padre non solo la passione medica ma anche gli ideali rivoluzionari, interruppe gli studi per arruolarsi nell'esercito repubblicano per combattere contro gli Chouan fino al 1794. Tornato dalla guerra studiò medicina presso l'Hôtel-Dieu e la scuola di chirurgia a Brest.

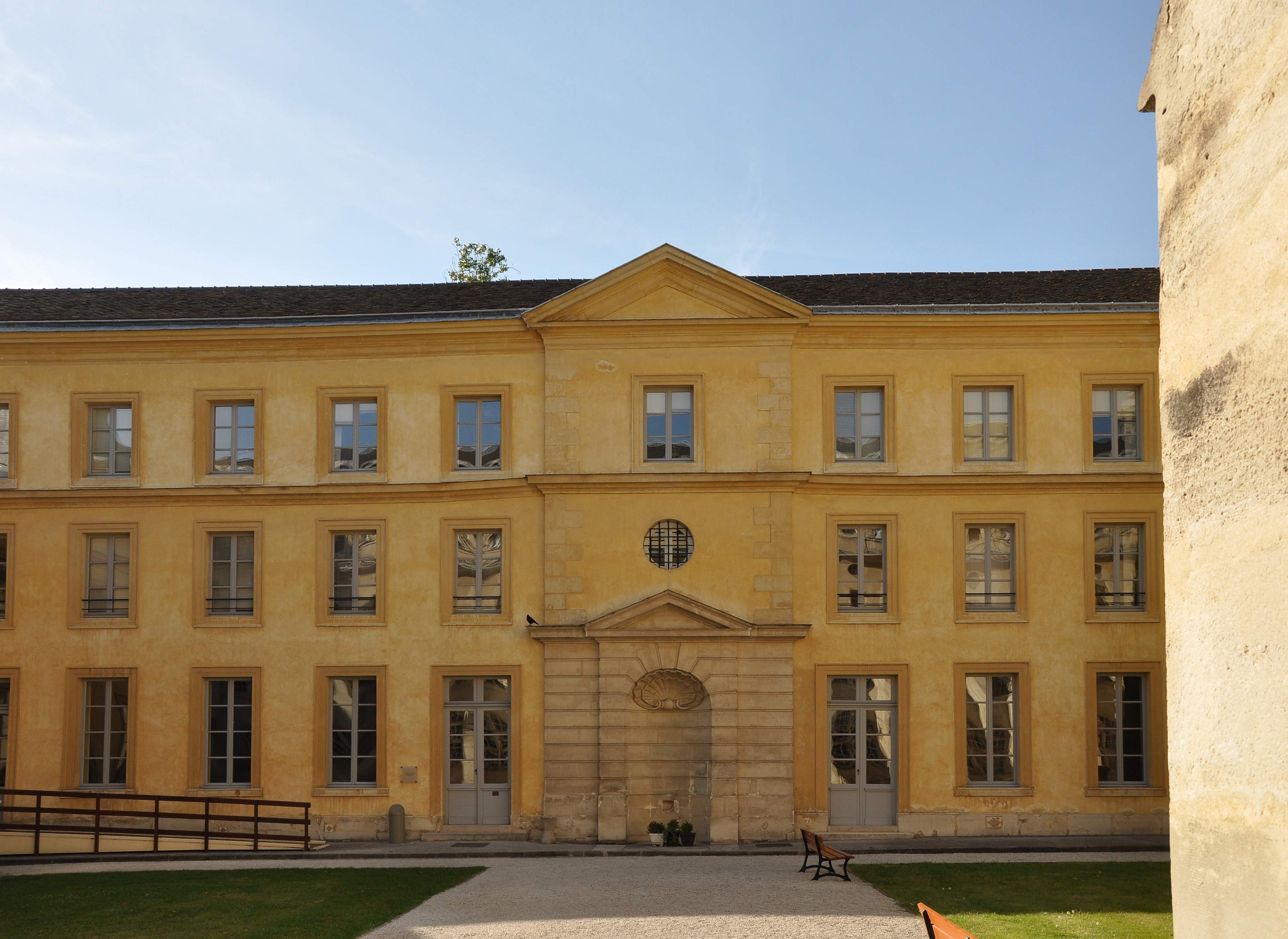
Facciata dell'università di Val-de-Grâce, Parigi (Francia)

 Dopo aver svolto il ruolo di secondo chirurgo su una fregata per tre anni (1795-1798), per risparmiare il denaro necessario per l'università, si trasferì a Parigi dove iniziò gli studi alla Ecole de Santè. Seguì i corsi di François Chaussier, professore di anatomia e fisiologia, e di Philippe Pinel, professore di medicina, di cui criticò molte teorie definendolo un "ontologo". Egli, inoltre, seguì lezioni private di Marie François Xavier Bichat, di cui divenne profondo estimatore ed amico. Nel 1802 si laureò con una tesi sulle "febbri essenziali". Non riscuotendo molto successo la sua pratica di medico, su consiglio di René-Nicolas Dufriche Desgenettes, si arruolò nella Grande Armata di Napoleone come medico militare nel 1803. Quest'evento gli diede la possibilità di collezionare negli ospedali da campo molte esperienze che confluirono nella pubblicazione del suo primo libro Histoire des phlegmasies ou inflammations chroniques nel 1808.
L'opera non riscosse un successo molto ampio ma interessò Desgenettes, che scelse Broussais come suo assistente presso la cattedra di medicina della scuola di medicina militare di Val-de-Grâce. Dopo il primo anno di insegnamento, nel 1816 pubblicò Examen de la doctrine médicale généralement adoptée: in questo libro vi è una profonda critica nei confronti di Pinel e della nosologia adottata da lui e dall'università di Parigi.

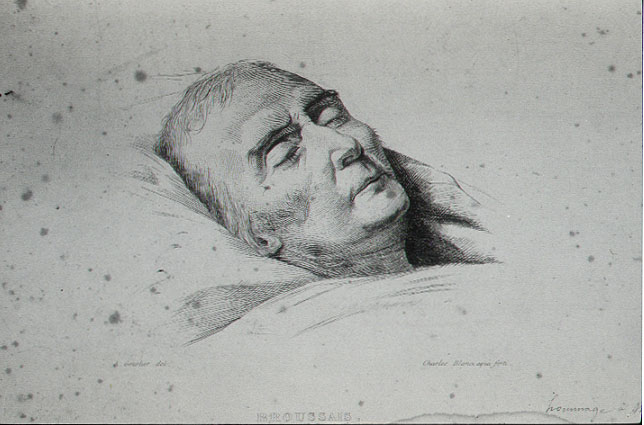
Ritratto di François Broussais (1772-1838) sul suo letto di morte, realizzata da Charles Blanc

 Dopo cinque anni, nel 1821, dopo aver sostituito alla cattedra di medicina Desgenettes, curò una seconda edizione di Examen de la doctrine médicale généralement adoptée, dove la critica all'ontologia medica divenne anche espressione di opposizione al regime Borbonico restaurato e alla sua alleanza con la Chiesa cattolica. Altro mezzo per la diffusione delle teorie fisiologiche di Broussais fu Les Annales de la médicine physiologique che egli stesso fondò insieme a dei suoi studenti nel 1822. Broussais traspose la sua visione fisiologica anche in psichiatria pubblicando nel 1828 Traité sur l'irritation et sur la folie dove attaccò Victor Cousin sul motivo dello spiritualismo, un'altra forma dell'ontologia. Nel 1829 curò una terza edizione di Examen de la doctrine médicale généralement adoptée. Nel 1830 gli venne affidata la cattedra di patologia generale all'università di Parigi e divenne membro del dipartimento di filosofia dell'Accademia delle scienze morali e politiche. Nello stesso anno venne nominato commendatore della Legion d'onore ed ispettore dei servizi sanitari militari. Nel 1832 scoppiò un'epidemia di colera che minò profondamente le sue teorie fisiologiche dato che la sua terapia a base di sanguisughe si dimostrò del tutto inutile: infatti uno dei suoi più famosi pazienti, Casimir Pierre Périer, primo ministro francese, morì sotto le sue cure. Questo insuccesso della sua teoria gli fece perdere notevolmente popolarità che riuscì a riacquisire grazie alla sua abilità retorica e alle lezioni di frenologia che tenne presso l'università di Parigi. Egli infatti era divenuto membro della Società di frenologia francese nel 1831 e nel 1832 ne era divenuto segretario generale. Nel 1836, mentre stava curando una nuova edizione del Traité sur l'irritation et sur la folie con le nuove teorie frenologiche, venne colpito da un tumore all'intestino che in poche settimane lo portò alla morte.

## Teoria fisiologica

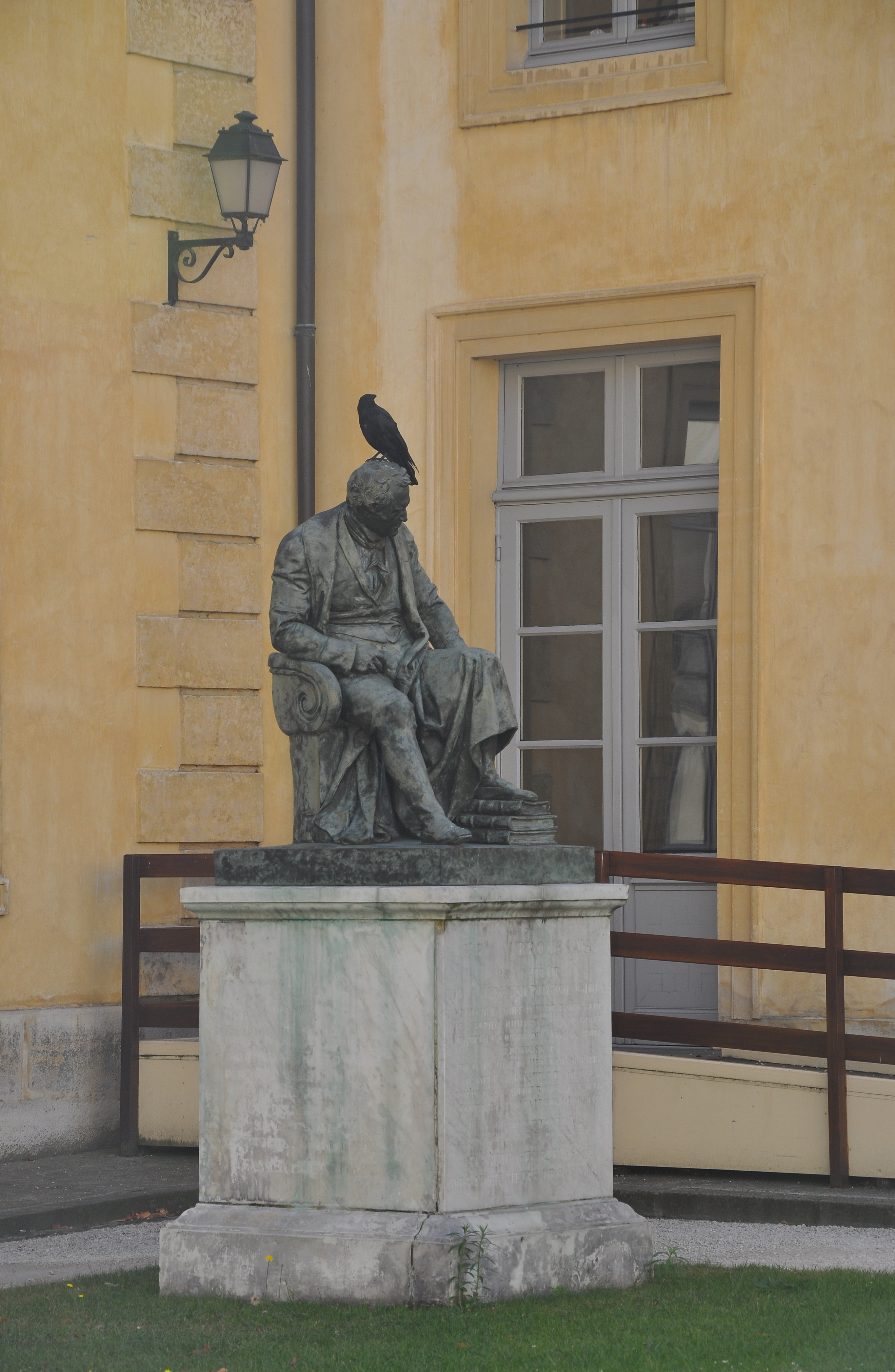
Statua di Broussais (1772-1838), cortile dell'ex monastero di Val-de-Grâce, Parigi (Francia)

Broussais a livello patologico andò ad accentuare il primato della lesione sul sintomo. Infatti nella sua prima opera (Histoire des phlegmasies ou inflammations chroniques) cercò di localizzare nei relativi tessuti le infiammazioni polmonari e gastrointestinali. Criticò fortemente il concetto di " febbri essenziali "di Pinel, sostenendo che esse non fossero disordini generali e funzionali privi di lesione specifica ma erano vere e proprie infiammazioni, soprattutto intestinali, e per ciò spiegabili con riferimento a processi locali fisiopatologici. In seguito Broussais abbandonò il concetto nosologico ed ontologico di malattia che sottostava alla Nosographie philosophique di Pinel con la pubblicazione nel 1816 di Examen de la doctrine médicale généralement adoptée. Per Broussais le malattie non sono entità discrete e classificabili; salute e malattia non sono stati qualitativamente differenti. Broussais volle così sostituire l'inclinazione relativamente statica e patologica di Pinel e Jean-Nicolas Corvisart des Marets con i concetti dinamici della sua nuova medicina fisiologica.

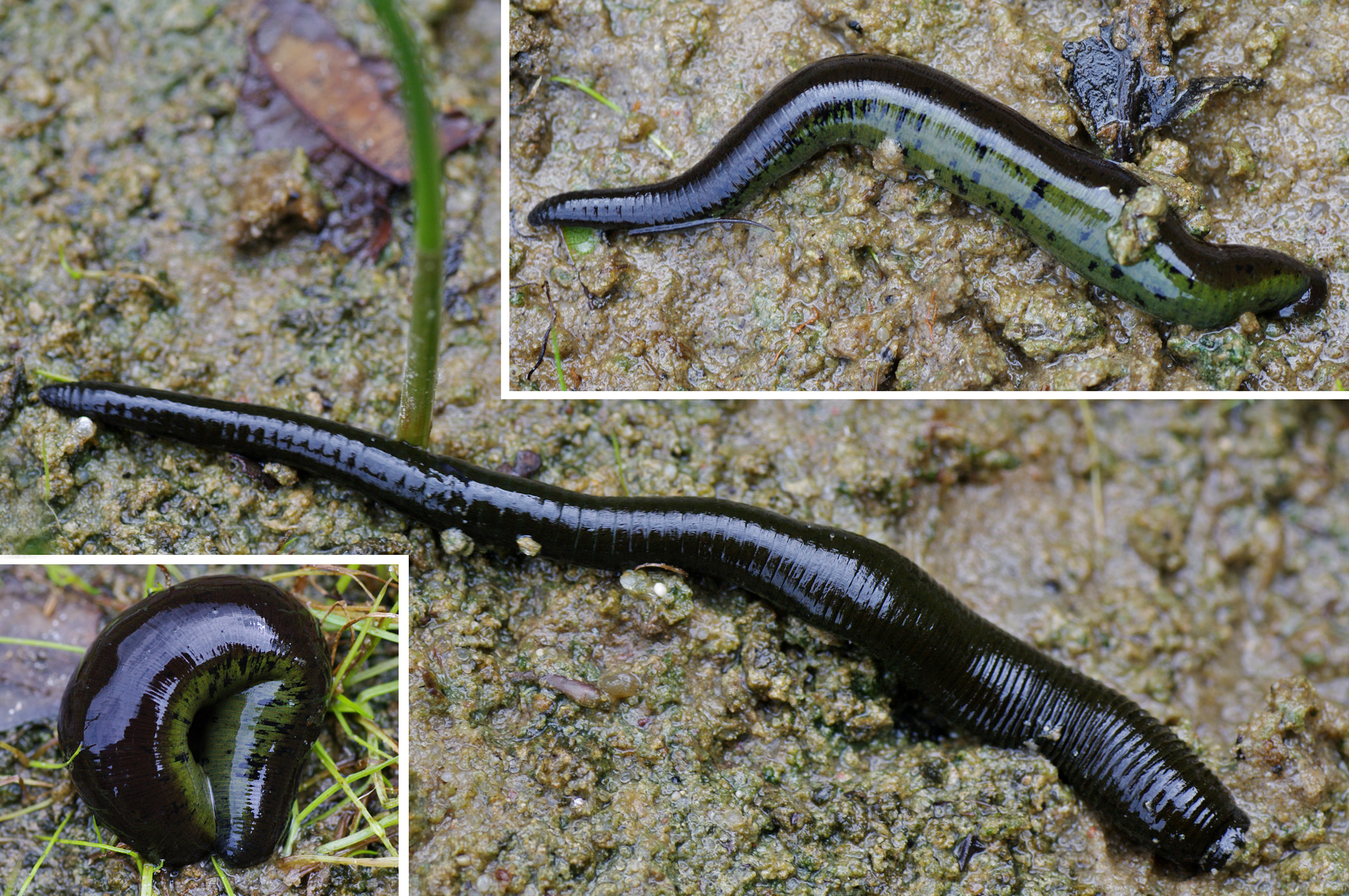
Sanguisuga, Haemopis sanguisuga

Egli sosteneva che la causa di tutte le malattie fosse localizzata nelle infiammazioni, croniche o acute, dell'apparato gastrointestinale dove la varietà di altre lesioni e sintomi si ridusse a una serie di reazioni simpatetiche. Per Broussais la vita era possibile soltanto là dove fossero dati stimoli interni od esterni, ovvero irritazione. L'irritazione prolungata diveniva infiammazione e causava l'insorgere della malattia. La terapia per il trattamento dell'infiammazione era antiflogistica: diete leggere e salassi. Per questi Broussais optò per l'uso delle sanguisughe, di cui ne furono importate nel 1833 più di quaranta milioni in Francia. La sua terapia a base di sanguisughe, pur essendosi ampiamente diffusa, venne fortemente criticata da molti medici dell'epoca tra cui Samuel Hahnemann (fondatore dell'Omeopatia), e Pierre-Charles Alexandre Louis, che, attraverso l'osservazione di diversi casi clinici, si accorse che non solo la terapia con le sanguisughe non fosse utile ma anche dannosa per la salute del paziente. Broussais, inoltre, con la pubblicazione di Traité sur l'irritation et sur la folie nel 1828 traspose la propria visione fisiologica alle patologie psichiatriche. Infatti egli riteneva che i pensieri e le emozioni nascessero dalle funzioni cerebrali, riducendo così la follia a disturbo fisiologico.

## Opere
- Histoire des phlegmasies chroniques, 1808.
- Examen de la doctrine médicale généralement adoptée, 1816.
- Annales de la médecine physiologique, periodico.
- Traité de physiologie appliquée à la pathologie, 1822.
- Traité de physiologie pathologique, 1825.
- Traité sur l'irritation et sur la folie, 1828.
- L'association du physique et du moral, 1834.
- Cours de phrénologie, 1836.